# Sambomaster
Sambomaster (サンボマスター, Sanbomasutā) es una banda del Rock alternativo japonesa bajo la firma de Sony Music Japan.

## Historia
El líder, vocalista y guitarrista Takashi Yamaguchi conoció, primero, al baterista Yasufumi Kiuchi unos años antes, en un club musical de la Universidad de la cual ambos fueron miembros. El tercero en llegar fue el bajista, Yoichi Kondo, durante febrero del año 2000, y los tres decidieron formar la banda ahora conocida como Sambomaster. Hicieron su debut en una casa del distrito de Koenji, en Tokio, y pronto fueron seguidos por la producción independiente de su primer sencillo, "Kick no Oni" (Pateando demonios), en el cual estuvieron trabajando cerca de un año. Salió a la venta en abril de 2001, como una edición limitada de 300 copias. Por primera vez, los oyentes fuera de un show en vivo donde se presentaron las canciones del Vocalista y líder Yamaguchi, quien cambió entre unas voces suaves, a unas melodías tipo papel de lija, hasta una locura de gritos. El estilo musical de Sambomaster es una mezcla de Rock Punk/clásico, pop, jazz y baladas de rock.
En el año 2003 se vio la salida al mercado de su primer álbum de renombre, "Atarashiki Nihongo Rock no michi to hikari" y una presentación en vivo en el Festival de principiantes de la Roca Fuji "Go Go". Esto conllevó un gran salto en su carrera, junto a un éxito notable y una notoriedad enorme. Han ido acumulando elogios de la crítica y los oyentes habituales desde entonces.
En 2004 y 2005, Sambomaster publicó la mayoría de sus sencillos más vendidos, como "Seishun Kyōsōkyoku" y "Sekai wa sore wo Ai to yobundaze"; "Seishun Kyōsōkyoku" fue usado como el quinto tema de apertura del animé Naruto, y "Sekai wa sore Ai to Yobunda Ze" fue utilizado como el tema de cierre de la popular serie japonesa de comedia Densha Otoko (Y también del juego de Nintendo DS Moero! Nekketsu Rhythm Damashii Osu! Tatakae! Ouendan 2). También se les pidió hacer el tema principal de la película "Koi no mon", terminando realizando la canción "Tsuki ni Saku Hana no Yō ni Naru no". Recientemente, su canción "Hikari no Rock" (Rock de Luz) fue utilizada como el sencillo de la película del animé Bleach: "DiamondDust Rebellion: The Another Hyorinmaru" (Rebelión de polvo de diamante, la otra Hyorinmaru).
La banda sigue siendo muy activa, publicando sencillos y álbumes, que continuamente escalan en las tablas de popularidad musical japonesas.
En marzo de 2009, su canción "Kimi wo mamotte, kimi wo aishite" fue anunciada para ser el décimo-noveno tema de cierre del animé Bleach (Episodios 215 al 229).

## Miembros
Takashi Yamaguchi  (山口隆 Yamaguchi Takashi)
Nacimiento: 8 de febrero de 1976
Ciudad natal: Fukushima
Instrumento(s) Usado(s): Gibson Les Paul Special
Yasufumi Kiuchi (木内泰史 Kiuchi Yasufumi)
Nacimiento: 4 de agosto de 1976
Ciudad natal: Chiba
Instrumento(s) Usado(s): Kit de batería Canopus
Yoichi Kondo (近藤洋一 Kondo Yoichi)
Nacimiento: 16 de junio de 1977
Ciudad natal: Tochigi
Instrumento(s) Usado(s): Bajo de precisión Fender

## Discografía

### Sencillos
Kick no Oni (indie) (abril de 2001)
1. Introducción
2. Kung-fu Rock
3. Golden Circle no Ornette Coleman
4. Kick no Oni
5. Saikyō Cyclone
6. Tsunagari
7. Sambomaster no Kyūjitsu

Utsukushiki Ningen no Hibi (7 de abril de 2004)
1. Utsukushiki Ningen no Hibi
2. Netchū Jidai
3. Dandan
4. Sono Nukumori ni Yō ga Aru (Versión en vivo del Estudio)

Tsuki ni Saku Hana no Yō ni Naru no (22 de julio de 2004)
1. Tsuki ni Saku Hana no Yō ni Naru no
2. Tegami (King of Soul mix)
3. Itoshiki Hibi (Nashville Skyline version)
4. Hito wa Sore o Jounetsu to Yobu (Live Version)

Seishun Kyōsōkyoku (1 de diciembre de 2004)
1. Seishun Kyōsōkyoku
2. Tsunagari (King of Laidback mix)
3. Ame
4. Seishun Kyōsōkyoku (NARUTO OPENING MIX)

Utagoe yoo kore (27 de abril de 2005)
1. Utagoe yoo kore
2. Sad Ballad no Sekai
3. Seishun Kyōsōkyoku (Live Version)

Sekai wa Sore wo Ai to Yobundaze (3 de agosto de 2005)
1. Sekai wa Sore o Ai to Yobunda ze
2. Atsui Suna to Warui Ame
3. Boku ni Sasagu

Subete no Yoru to Subete no Asa ni Tamborine o Narasu no da (2 de noviembre de 2005)
1. Subete no Yoru to Subete no Asa ni Tambourine o Narasu no da
2. Ano Kane o Narasu no wa Anata
3. Hanarenai Futari

Tegami (15 de marzo de 2006)
1. Tegami ~Kitarubeki Ongaku to Shite~
2. Get Back Sambomaster
3. Yoyogi nite

Itoshisa to Kokoro no Kabe (2 de agosto de 2006)
1. Itoshisa to Kokoro no Kabe
2. Sekai wa Sore o Ai to Yobunda ze (Live Version)

I Love You (18 de abril de 2007)
1. I Love You
2. Beibi Beibi Su
3. Coaster
4. Kyōkai Mae Tōri

Very Special!! (25 de julio de 2007)
1. Very Special!!
2. Ubai Toru Koto Nitsuite
3. Utsukushiki Ningen no Hibi (Sekai Rokku Senbatsu Version)

Hikari no Rock (12 de diciembre de 2007) (Sencillo para BLEACH: The DiamondDust Rebellion)
1. Hikari no Rock
2. Hikari no Rock (Instrumental)

Kimi wo Mamotte, Kimi wo Aishite (10 de junio de 2009) (19.º tema de cierre de Bleach)
1. Kimi wo Mamotte, Kimi wo Aishite
2. Akashi
3. Boku wa Jiyuu
4. Kimi wo Mamotte, Kimi wo Aishite (Bleach Version)

Rabu Songu (18 de noviembre de 2009) (Español: Canción de Amor)
1. Rabu Songu
2. Sekai wo Kaesasete okure yo
3. Rabu Songu (Instrumental)
4. Sekai wo Kaesasete okure yo (Instrumental)

Dekikkonai o Yaranakucha (24 de febrero de 2010)
1. Dekikkonai o Yaranakucha
2. Pop Life
3. Boku no Namae wa Blues to iimasu
4. Dekikkonai o Yaranakucha (Instrumental)

### Álbumes
Atarashiki Nihongo Rock no Michi to Hikari (3 de diciembre de 2003)
- Español: El camino y la luz del nuevo rock Japonés

Sambomaster wa kimi ni katarikakeru (19 de enero de 2005)
- Español: Sambomaster tiene algo que decirte

Boku to Kimi no Subete o Rock 'n Roll to Yobe (12 de abril de 2006)
- Español: Llama todo lo que (tu y yo) somos Rock n' Roll'

Ongaku no Kodomo wa Mina Utau (23 de enero de 2008)
- Español: Todos los niños músicos canten

Kimi no Tameni Tsuyoku Naritai (21 de abril de 2010)
- Español: Quiero ser fuerte para ti

### DVD
Atarashiki Nihongo Rock o Kimi ni Katarikakeru ~Sambomaster Shoki no Live Eizōshū~ (2 de noviembre de 2005)

Una versión UMD con las mismas canciones fue puesta a la venta el 30 de noviembre de 2005.
1. Kung-fu Rock ~ Aware na Bobu Isoide Ike yo
2. Itoshiki Hibi ~ Futari
3. Zanzō
4. Yogisha de Yattekita Aitsu ~ Sono Nukumori ni Yō ga Aru
5. Yogisha de Yattekita Aitsu
6. Hito wa Sore o Jonetsu to Yobu
7. Utsukushiki Ningen no Hibi
8. Itoshiki Hibi
9. Sono Nukumori ni Yō ga Aru
10. Asa
11. Seishun Kyōsōkyoku
12. Tegami
13. Yokubō Rock
14. Sayonara Baby
15. Utagoe yoo kore
16. Korede Jiyū ni Natta no Da
17. Shūmatsu Soul
18. Sono Nukumori ni Yō ga Aru
19. Tsuki ni Saku Hana no Yō ni Naru no

Atarashiki Nihongo Rock no Video Clip Collection (18 de octubre de 2006)
1. (Videoclip) Sono Nukumori ni Yō ga Aru
2. (Videoclip) Sono Nukumori ni Yō ga Aru (Studio Live Version)
3. (Videoclip) Utsukushiki Ningen no Hibi
4. (Videoclip) Tsuki ni Saku Hana no Yō ni Naru no
5. (Videoclip) Seishun Kyōsōkyoku (Haikyo Version)
6. (Videoclip) Seishun Kyōsōkyoku (Samba Version)
7. (Videoclip) Utagoe yo Okore
8. (Videoclip) Sekai wa Sore o Ai to Yobunda ze
9. (Videoclip) Subete no Yoru to Subete no Asa ni Tambourine o Narasu no da
10. (Videoclip) Tegami ~Kitarubeki Ongaku to Shite~
11. (Special Track) Making Clip - Seishun Kyōsōkyoku (Samba Version)
12. (Special Track) Making Clip - Sekai wa Sore o Ai to Yobunda ze
13. (Special Track) Making Clip - Subete no Yoru to Subete no Asa ni Tambourine o Narasu no da
14. (Special Track) TV Commercial

## Otros álbumes
Hōkago no Seishun (2 de julio de 2003)

Sambomaster apareció en un álbum doble con la banda Onanie Machine. Esta es la primera aparición de algunos de los futuros hits de Sambomaster tales como "Utsukushiki Ningen no Hibi", "Tegami", y "Sononukumori ni Yō ga Aru" (al igual que otros dos). Las versiones en este álbum contienen solo la aparición de Takeshi, Yasufumi, y Yoichi tocando las canciones. Las futuras versiones, como las versiones en sus singles y álbumes, fueron editadas, pulidas, remezcladas, y algunas veces regrabadas con músicos extra. En un cierto sentido, las canciones en este álbum son las versiones "originales". Las pistas de Sambomaster son de la 6 a la 10, resaltadas en negrita abajo:
1. Mendokusee
2. Lovewagon
3. Boku wa Stalker
4. Soshiki
5. Pokochin
6. Sayonara Baby
7. Utsukushiki Ningen no Hibi
8. Tegami
9. Futari
10. Sono Nukumori ni Yō ga Aru

E.V. Junkies II "GUITAROCKING" (30 de junio de 2004)

Sambomaster tiene 2 temas en este álbum recopilatorio, las pistas 9 y 14, resaltadas en negrita abajo:
"Itoshiki Hibi - Country Sad Ballad ver.-" es una versión con Alice cantando la mayoría de la canción.
1. Kimi to iu Hana / ASIAN KUNG-FU GENERATION
2. MAGIC WORDS / Straightener
3. Mountain A Go Go / CaptainStraydum
4. Shalilala / FLOW
5. Ima made nan domo / The Massmissile
6. Nostalgic / the droogies
7. Jitterbug / ELLEGARDEN
8. Gunjō / Tsubakiya Quartette
9. Tsunagari / Sambomaster
10. Shiroi Koe / Lunkhead
11. Boku no Sonzai wa Uso janakatta / OUTLAW
12. ALIVE / RAICO
13. Rakuyou ~Long Ver.~ / ORANGE RANGE
14. Itoshiki Hibi - Country Sad Ballad ver.- / Alice meets Sambomaster

Magokoro COVERS (1 de septiembre de 2004)

Sambomaster realizó una canción versionada de Magokoro Brothers "Dear John Lennon" en este álbum recopilatorio.
1. ENDLESS SUMMER NUDE (Tomita Lab. Remix) / 冨田ラボ
2. Sora ni Maiagare / Okuda Tamio
3. Ai / HALCALI
4. Loop Slider / Suneohair
5. Ningen wa Mō Owari da! / PUFFY
6. STONE / Tokyo Ska Paradise Orchestra
7. Standard 3 / Rosetta Garden
8. Haikei, John Lennon / Sambomaster
9. BABY BABY BABY / YUKI
10. Subarashiki kono Sekai / Imawano Kiyoshirō
11. Atarashii Yoake / MB's

Koi no Mon Original Soundtrack (23 de septiembre de 2004)

Sambomaster tuvo una aparición en la banda sonora de la película Koi no Mon. Los temas de Sambomaster son 1, 2, 14, 15, y 18, resaltados en negrita abajo:
1. Tsuki ni Saku Hana no Yō ni Naru no
2. Hito wa Sore o Jōnetsu to Yobu
3. MOHAWK!
4. FOUR FINGER
5. Noiko no Heya
6. AQUAM
7. Ishi ga ite, Kimi ga ite
8. BIG SITE
9. Fukashigi Jikken Karada Gibarengaa
10. FORTRESS EUROPE
11. office blue
12. AGATHA
13. S
14. Kono yo no Hate ～koi no mon short version～
15. Kono yo no Hate ～koi no mon strings version～
16. 6:27
17. Kaisō
18. Sambomaster wa Shūmatsu ni Soul Instrument o suru no da no Kan
19. Koi no Mon